# Michael Rabušic
Michael Rabušic (Náměšť nad Oslavou, 17 settembre 1989) è un calciatore ceco di origini croate, attaccante dello Slovan Liberec.

## Caratteristiche tecniche
Classica punta da sfondamento, forte fisicamente e dotata di una buona visione di gioco, abile negli inserimenti.

## Carriera

### Club
Muove i primi passi nel mondo del pallone con la squadra della sua città, nel 1998 dopo un prestito all'HNK Daruvar rientra con la squadra della sua città natale fino al 2003 anno in cui è acquistato dal Vysočina Jihlava con cui fa tutta la trafila nel settore giovanile, fino ad esordire nel professionismo. Nel gennaio 2009 si trasferisce al 1. FC Brno realizzando in due stagioni e mezzo 10 reti in 61 presenze. Nell'estate del 2011 si ha una svolta nella sua carriera, viene infatti acquistato dallo Slovan Liberec riuscendo a vincere il campionato ed il suo primo titolo in carriera già al suo primo anno, forte dei suoi 11 gol. Dopo due stagioni e mezzo giocate su buoni livelli condite da 23 marcature messe a segno in 69 presenze, il 1º febbraio 2014, all'ultimo giorno possibile, si trasferisce in Serie A all'Hellas Verona.
Al Verona trovo poco spazio, giocando solo 4 partite in 5 mesi, e il 12 agosto 2014 i veneti cedono il giocatore in prestito al Perugia, neopromosso in Serie B. Il 23 dello stesso mese, nel terzo turno di Coppa Italia contro lo Spezia, mette a segno il suo unico gol in biancorosso nella vittoria perugina 2-1 ai supplementari. Dopo 13 presenze e nessuna rete in campionato, il 2 febbraio 2015 passa ancora in prestito al Crotone, sempre in cadetteria. Il 20 luglio 2015 viene ceduto in prestito ai cechi dello Slovan Liberec tornando in patria dopo un solo anno e mezzo in Italia deludendo le aspettative.
Dopo aver deluso anche qui le aspettative, riuscendo a segnare un solo gol, nell'occasione nella sconfitta esterna terminata 3-1 contro lo Zbrojovka Brno dell'8 novembre in 19 presenze, viene acquistato a titolo definitivo dal Vysočina Jihlava, ritornando così dopo 8 anni. Con la squadra di Jihlava gioca seppur interamenta da titolare, una stagione mediocre con due reti segnate, riuscendo a salvare la squadra solo grazie agli scontri diretti vinti contro l'Hradec Králové. La stagione successiva gioca con il contagocce, causa un problema muscolare.
Il 21 febbraio 2018 si trasferisce agli ungheresi dell'Haladás militanti in NBI la massima serie magiara. Esordisce tre giorni dopo nella sconfitta contro l'Újpest, dopo un buon inizio con un gol segnato al Debrecen, il resto della stagione è molto travagliato con una serie di nuovi infortuni che lo costringono a stare fuori per la maggior parte del campionato. La stagione successiva non riuscirà ad evitare la retrocessione del club in NBII ovvero la seconda divisione ungherese, lasciando la squadra biancoverde dopo 20 presenze e 3 gol.

### Nazionale
Inizia la trafila con la nazionale ceca nel 2005 giocando due partite e segnando un gol con l'Under-16, tra il 2006 e il 2007 è sceso in campo in sette occasioni segnando ben quattro ret con l'Under-18. Nel 2009 ha fatto parte dell'Under-20 giocando il mondiale Under-20 in Egitto. Nello stesso anno entra nell'Under-21 prendendo parte all'europeo di categoria 2010. Debutta con la nazionale ceca sotto la guida del ct Michal Bílek, il 15 agosto 2013 nell'amichevole pareggiata (1-1) contro l'Ungheria indossando la maglia numero 11. Sempre nello stesso anno gioca altre due partite contro Armenia e Italia senza mai segnare.

## Statistiche

### Presenze e reti nei club
Statistiche aggiornate al 10 dicembre 2015.
| Stagione                | Squadra                 | Campionato              | Campionato | Campionato | Coppe nazionali | Coppe nazionali | Coppe nazionali | Coppe continentali | Coppe continentali | Coppe continentali | Altre coppe | Altre coppe | Altre coppe | Totale | Totale |
| Stagione                | Squadra                 | Comp                    | Pres       | Reti       | Comp            | Pres            | Reti            | Comp               | Pres               | Reti               | Comp        | Pres        | Reti        | Pres   | Reti   |
| ----------------------- | ----------------------- | ----------------------- | ---------- | ---------- | --------------- | --------------- | --------------- | ------------------ | ------------------ | ------------------ | ----------- | ----------- | ----------- | ------ | ------ |
| 2006-2007               | Vysočina Jihlava        | 2L                      | 14         | 3          | CRC             | 0               | 0               | -                  | -                  | -                  | -           | -           | -           | 14     | 3      |
| 2007-2008               | Vysočina Jihlava        | 2L                      | 24         | 3          | CRC             | 2               | 0               | -                  | -                  | -                  | -           | -           | -           | 26     | 3      |
| 2008-gen. 2009          | Vysočina Jihlava        | 2L                      | 16         | 2          | CRC             | 1               | 2               | -                  | -                  | -                  | -           | -           | -           | 17     | 4      |
| gen.-giu. 2009          | Zbrojovka Brno          | 1L                      | 10         | 3          | CRC             | -               | -               | -                  | -                  | -                  | -           | -           | -           | 10     | 3      |
| 2009-2010               | Zbrojovka Brno          | 1L                      | 28         | 6          | CRC             | 2               | 1               | -                  | -                  | -                  | -           | -           | -           | 30     | 7      |
| 2010-2011               | Zbrojovka Brno          | 1L                      | 23         | 1          | CRC             | 4               | 2               | -                  | -                  | -                  | -           | -           | -           | 27     | 3      |
| Totale Zbrojovka Brno   | Totale Zbrojovka Brno   | Totale Zbrojovka Brno   | 61         | 10         |                 | 6               | 3               |                    | -                  | -                  |             | -           | -           | 67     | 13     |
| 2011-2012               | Slovan Liberec          | 1L                      | 29         | 11         | CRC             | 2               | 0               | -                  | -                  | -                  | -           | -           | -           | 31     | 11     |
| 2012-2013               | Slovan Liberec          | 1L                      | 24         | 8          | CRC             | 4               | 1               | UCL+UEL            | 0+1                | 0+0                |             | -           | -           | 29     | 9      |
| 2013-feb.-2014          | Slovan Liberec          | 1L                      | 16         | 4          | CRC             | 1               | 0               | UEL                | 12                 | 4                  | -           | -           | -           | 29     | 8      |
| feb.-giu. 2014          | Hellas Verona           | A                       | 4          | 0          | CI              | -               | -               | -                  | -                  | -                  | -           | -           | -           | 4      | 0      |
| 2014-gen. 2015          | Perugia                 | B                       | 13         | 0          | CI              | 3               | 1               | -                  | -                  | -                  | -           | -           | -           | 16     | 1      |
| gen.-giu. 2015          | Crotone                 | B                       | 7          | 0          | CI              | -               | -               | -                  | -                  | -                  | -           | -           | -           | 7      | 0      |
| 2015-2016               | Slovan Liberec          | 1L                      | 19         | 1          | CRC             | 5               | 4               | UEL                | 8                  | 0                  |             | -           | -           | 32     | 5      |
| Totale Slovan Liberec   | Totale Slovan Liberec   | Totale Slovan Liberec   | 88         | 24         |                 | 12              | 5               |                    | 21                 | 4                  |             | -           | -           | 121    | 33     |
| 2016-2017               | Vysočina Jihlava        | 1L                      | 27         | 2          | CRC             | 3               | 0               | -                  | -                  | -                  | -           | -           | -           | 30     | 2      |
| 2017-feb. 2018          | Vysočina Jihlava        | 1L                      | 4          | 0          | CRC             | 1               | 0               | -                  | -                  | -                  | -           | -           | -           | 5      | 0      |
| Totale Vysočina Jihlava | Totale Vysočina Jihlava | Totale Vysočina Jihlava | 85         | 10         |                 | 7               | 2               |                    | -                  | -                  |             | -           | -           | 97     | 12     |
| gen.-giu. 2018          | Haladás                 | NBI                     | 5          | 1          | MK              | -               | -               | -                  | -                  | -                  | -           | -           | -           | 5      | 1      |
| 2018-2019               | Haladás                 | NBI                     | 15         | 2          | MK              | 3               | 0               | -                  | -                  | -                  | -           | -           | -           | 18     | 2      |
| Totale Haladás          | Totale Haladás          | Totale Haladás          | 20         | 3          |                 | 3               | 0               |                    | -                  | -                  |             | -           | -           | 23     | 3      |
| 2019-2020               | Dyn. Č. Budějovice      | 1L                      | 6          | 2          | CRC             | 0               | 0               | -                  | -                  | -                  | -           | -           | -           | 6      | 2      |
| Totale carriera         | Totale carriera         | Totale carriera         | 284        | 49         |                 | 31              | 11              |                    | 21                 | 4                  |             | -           | -           | 336    | 64     |

### Cronologia presenze e reti in Nazionale
| Cronologia completa delle presenze e delle reti in nazionale ― Rep. Ceca | Cronologia completa delle presenze e delle reti in nazionale ― Rep. Ceca | Cronologia completa delle presenze e delle reti in nazionale ― Rep. Ceca | Cronologia completa delle presenze e delle reti in nazionale ― Rep. Ceca | Cronologia completa delle presenze e delle reti in nazionale ― Rep. Ceca | Cronologia completa delle presenze e delle reti in nazionale ― Rep. Ceca | Cronologia completa delle presenze e delle reti in nazionale ― Rep. Ceca | Cronologia completa delle presenze e delle reti in nazionale ― Rep. Ceca |
| Data                                                                     | Città                                                                    | In casa                                                                  | Risultato                                                                | Ospiti                                                                   | Competizione                                                             | Reti                                                                     | Note                                                                     |
| ------------------------------------------------------------------------ | ------------------------------------------------------------------------ | ------------------------------------------------------------------------ | ------------------------------------------------------------------------ | ------------------------------------------------------------------------ | ------------------------------------------------------------------------ | ------------------------------------------------------------------------ | ------------------------------------------------------------------------ |
| 15-8-2013                                                                | Budapest                                                                 | Ungheria                                                                 | 1 – 1                                                                    | Rep. Ceca                                                                | Amichevole                                                               | -                                                                        | 58’                                                                      |
| 6-9-2013                                                                 | Praga                                                                    | Rep. Ceca                                                                | 1 – 2                                                                    | Armenia                                                                  | Qual. Mondiali 2014                                                      | -                                                                        | 55’                                                                      |
| 10-9-2013                                                                | Torino                                                                   | Italia                                                                   | 2 – 1                                                                    | Rep. Ceca                                                                | Qual. Mondiali 2014                                                      | -                                                                        | 76’                                                                      |
| 14-10-2020                                                               | Glasgow                                                                  | Scozia                                                                   | 1 – 0                                                                    | Rep. Ceca                                                                | UEFA Nations League 2020-2021 - 1º turno                                 | -                                                                        | 77’                                                                      |
| Totale                                                                   |                                                                          | Presenze                                                                 | 4                                                                        |                                                                          | Reti                                                                     | 0                                                                        |                                                                          |

## Palmarès

### Club

#### Competizioni nazionali
- Campionato ceco: 1

Slovan Liberec: 2011-2012